# Izba Historii Regionu w Suszu
Izba Historii Regionu w Suszu – muzeum z siedzibą w Suszu. Placówka jest prowadzona przez Towarzystwo Miłośników Ziemi Suskiej. 
Izba została otwarta 14 września 2012 roku. Na jej zbiory składają się pamiątki przekazane lub wypożyczone przez mieszkańców miasta i okolic oraz pozyskane przez członków Towarzystwa. Wśród eksponatów znajdują się m.in. zdjęcia i dokumenty, dawne przedmioty codziennego użytku oraz narzędzia rolnicze, militaria i numizmaty.
Zwiedzanie muzeum odbywa się po uzgodnieniu z Towarzystwem. Wstęp jest wolny.